# Лі Гун-лін
Лі Гун-лін (*1049 — †1106) — один з найвизначніших китайських художників часів династії Північна Сун, представник «стилю художників-літераторів» (веньжень-хуа 文人画).

## Життєпис
Походив з впливової чиновницької родини. Його батько очолював Палату у кримінальних справах (Даліс 大理寺), прославившись чесністю й прямотою, крім того, був пристрасним колекціонером живопису та каліграфії. Лі Гун-лін здобув блискучу домашню освіту і у 1070 році успішно пройшовши провінційні випробування, витримав столичний іспит на вищий вчений ступінь цзінь-ши. Надалі швидко просувався по службі, досяг поста інспектора провінцій (шеншань-дінгуань 省 删 定 官), що дозволяв йому отримувати аудієнцію в імператора. Але через хворобу у 1100 році подав у відставку. Повернувшись у рідні місця, оселився в родовому маєтку у підніжжя гори Лунмяньшань (гора Сплячого дракона), назву якої використовував у своїх прізвиськах. Тут він й помер у 1106 році.

## Творчість
Усього в доробку майстра було близько 100 картин. Він ще з дитинства, під впливом батька, захопився вивченням живопису і каліграфії, приділяючи особливу увагу творам Гу Кайчжи, У Дао-цзі та інших художників минулого, які працювали в жанрі жень-у (人物, «живопис й зображення фігур»), тобто у жанрі анімалістичного і побутового живопису. Особливо полюбляв малювати коней, поки йому сказали, що малюючи лише коней, він сам ризикує перетворитися на них.
Ставши визнаним майстром жень-у, Лі Гун-лин пробував свої сили і в жанрі шань-шуй (山水, «живопис й зображення гір та води».
З часом з однаковою майстерністю працював у самих різних жанрах, використовуючи досвід їх основоположників: при зображенні коней дотримувався манери Хань Ганя, при створенні портретів і картин на релігійні теми — стилю У Дао-цзі, у пейзажних композиціях звертався до досягнень Лі Чжао-дао. Він міг імітувати будь-яку мальовничу манеру і, якщо в тому виникала потреба, вдаватися до будь-яких технік. Подібна творча багатогранність викликала неоднозначні оцінки у сучасників Лі Гун-ліна. Одні вбачали в ньому самого видатного художника епохи Північна Сун, рівного за майстерністю корифеям попередніх епох Гу Кайчжи та У Дао-цзи. Тоді як інші дорікали в еклектизмі, вважаючи, що його творам бракує піднесеного натхнення.
Спадщина Лі Гун-лина збереглося в окремих зразках, найвідомішими з яких є:
- «Гірська садиба»
- «Скала Гуаньінь»
- «Печера, що поширює цвітіння»
- «Аскет Веймоцзе»
- «Табун на випасі»
- «П'ять коней»
- «Сяйво Ночі»
- «Конюх, що веде коня з Хотану»